# 茲韋尼霍羅德 (布恰奇市鎮)
49°5′30″N 25°24′10″E / 49.09167°N 25.40278°E
茲韋尼霍羅德（羅馬化：Zvenyhorod）是烏克蘭的村落，位於該國西部捷爾諾波爾州，由喬爾特基夫區負責管轄，始建於十八世紀，面積1.05平方公里，2001年人口841，人口密度每平方公里801人。